# 12628 Ackworthorr
12628 Ackworthorr este un asteroid din centura principală de asteroizi.

## Descriere
12628 Ackworthorr este un asteroid din centura principală de asteroizi. A fost descoperit pe 25 martie 1971 la Observatorul Palomar de Cornelis Johannes van Houten, Ingrid van Houten-Groeneveld și Tom Gehrels. Asteroidul prezintă o orbită caracterizată de o semiaxă mare de 2,42 ua, o excentricitate de 0,13 și o înclinație de 2,8° în raport cu ecliptica.